# کلرید پروسپیدیوم
کلرید پروسپیدیوم (به انگلیسی: Prospidium chloride) دارویی با خاصیت سیتواستاتیک و ضدالتهاب است و از نظر شیمیایی یک ترکیب اسپیرو می‌باشد.